# عبد عمرو بن كعب
عبد عمرو بن كعب الأصم الغامدي ثم البكائي، أحد الصحابة رضي الله عنهم ، ذكر ابن شاهين عن أبي مالك، وعن رجال المدائني، قالوا: وفد من بني البكاء معاوية بن ثور بن عبادة، وابنه بشر بن معاوية، والفُجَيْع بن عبد الله بن جُنْدع، والأصم؛ في ناس من بني البكاء، وسيدهم معاوية بن ثور؛ وهو ابن مائة سنة، فأسلموا، وأقاموا أيامًا في ضيافة رسول الله صَلَّى الله عليه وسلم، فلما حضر شُخوصهم، ودعوا رسول الله صَلَّى الله عليه وسلم، فقال له معاوية: إني أتبرَّك بمسِّك، وقد كبرت، وابنى بِشْرٌ يربي فامسح وجهه، فمسحه وأعطاه أعنُزًا عفرًا، ودعا له بالبركة، فتُصيب السَّنةُ بني البكاء ولا تصيب آل معاوية، وكتب للفُجَيع وانصرفوا. وذكر ابْنُ سَعْدٍ هذه القصة عن الوَاقِدِيِّ بسنده بنحوها، وسمى الأصمَّ المذكور: عبد عَمْرو، وذكره ثَابِتُ بْنُ قَاسِمٍ في "الدَّلاَئِل"، وساق من طريق هشام بن الكلبي، عن ثور بن عبادة البكائي، قال: وفد معاوية بن ثور بن عبادة ـــ وهو شيخ كبير ـــ على رسولِ الله صَلَّى الله عليه وسلم ومعه ابنٌ له يقال له: بشر الأصم؛ وهو عَبْد عمرو بن كعب بن عبادة البكائي.
ذكره ثابت بن قاسم في الدلائل وساق من طريق هشام بن الكلبي عن ابي مسكين مولى ابي هريرة حدثنا الجعيد بن عبد الله بن ماعز عن مجالد عن ثور بن عبادة البكائي قال وفد معاوية بن ثور بن عبادة وهو شيخ كبير على رسول الله ومعه ابن له يقال له بشر الاصم وهو عبد عمرو بن كعب بن عبادة البكائي قلت وقد تقدم ذكره من وجه اخر في الاصم في حرف الهمزة وسبق ذكره في عبد الله بن كعب.